# Phaio aurata
Phaio aurata är en fjärilsart som beskrevs av William Schaus 1892. Phaio aurata ingår i släktet Phaio och familjen björnspinnare. Inga underarter finns listade i Catalogue of Life.